# Podișul Hârtibaciului

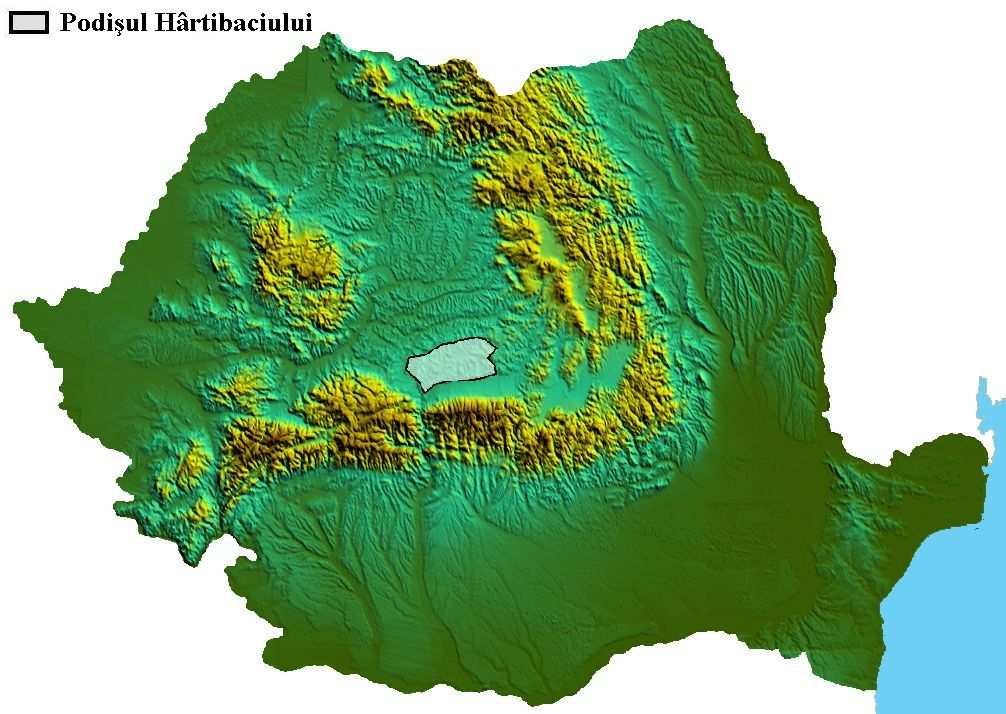
Podișul Hârtibaciului

Podișul Hârtibaciului este cea mai întinsă subunitate a Podișului Târnavelor  (subunitate a Depresiunii Transilvaniei care mai are în componență și Podișul Secașelor), cu o suprafață de 4 000 km2.

## Relief
Tipul general major al reliefului este de podiș deluros. Altitudinea maximă a podișului este de 749 m, în est, iar cea minimă de 380m, în vest. Relieful din cadrul Podișului Hârtibaciului este reprezentat printr-o suită de dealuri și văi înguste, orientate est-vest, cele principale și aproximativ nord-sud, dispuse aproape paralel, cele secundare. În partea de nord a podișului (Podișul Mediașului cu Dealurile Roandolei, Podișul Vânători) se găsesc dealuri asimetrice, care adeseori se termină la partea superioară a interfluviilor cu suprafețe plane, cu înclinare ușoară longitudinală și transversală, spre axa rețelei de drenaj. 
Aceste particularități sunt rezultatul evoluției în special mio-pliocene și cuaternare, posterior exondării regiunii, precum și a modelării accentuate a reliefului favorizate de rocile sedimentare predominant miocene (gresii, marne, nisipuri, argile -la sud de râul Hârtibaciu) și pannoniene (nisipoase cu intercalații de argile - la nord de axa principală de drenaj, Hartibaciu). Alternanța de strate impermeabile de marne și argile cu strate permeabile de nisipuri, gresii și conglomerate cu structură monoclinală sunt factori esențiali de favorabilitate a proceselor geomorfologice contemporane.
În Podișul Hârtibaciului pot fi reconstituite două suprafețe de nivelare ce reprezintă stadii de referință în evoluția sa: suprafața superioară (Proștea Marea — David, 1945 sau Amnaș — Posea, 1969 ) la altitudini ce variază între 600 m în vest și 700 m în est; suprafața inferioară (suprafața Hârtibaciului — Grecu, 1983, 1992) cu altitudini de 500 m în vest și 600-625 m în est.
Versanții au evoluat în raport cu condițiile de rocă, structură, climă, vegetație, mod de utilizare a terenurilor. Suprafețele cvasistructurale, afectate de procese geomorfologice, evoluează prin fragmentare concomitent cu aplatizarea lor. Subunitățile morfostructurale din jumătatea nordică corespund domurilor Noul Săsesc și Copșa Mică, precum și cuvetei Ațel, situată între aceste domuri (Gârbacea, Grecu, 1986); la sud de Valea Hârtibaciului se află domurile Ilimbav și Rodbav. 
În jumătatea nordică a podișului, unde predomină nisipurile ușor cimentate, cuestele sunt bine exprimate în relief, cu pante accentuate. În condițiile unei vegetații ierbacee, acestea sunt afectate de eroziunea în suprafață, alunecări superficiale, torențialitate, evoluând predominant prin retragere. Accesibilitatea dificilă a versanților pentru utilizările agricole a impus amenajarea lor în agroterase (vechi, cu pajiști).
Podișul Hârtibaciului reprezintă o regiune clasică de alunecări de teren, prezente într-o gamă variată de tipuri. Caracteristice sunt însă alunecările masive de tip “glimee”. Riscul geomorfologic este diversificat în funcție de procesele actuale. 
Parametrii morfografici și morfometrici, prin valorile lor, în strânsă interacțiune cu structura substratului petrografic, confirmă principala caracteristică a Podișului Hârtibaciului: dinamica accentuată a versanților. Astfel, densitatea fragmentării are valori cuprinse între 2 și 3,5 km/km2, iar energia reliefului variază între 90 și 300 m/km2. Declivitatea variază de la 5-10o pe suprafețele structurale, la peste 55o pe abrupturile cuestice, menținându-se între 2 și 5o pe podurile teraselor și suprafețelor de nivelare. Ponderea însemnată dețin suprafețele cu pante de 15-25o.
Versanții cu pante mai mari de 10o și constituția litologică au creat un cadru prielnic desfășurării unor ample procese de modelare a reliefului. La nord de Hârtibaciu, pe formațiunile sedimentare predominant pliocene, predomină torențialitatea și eroziunea lineară și regresivă, iar la sud, pe formațiunile sarmațiene, sunt frecvente alunecările de teren.